# Rosalba fimbriata
Rosalba fimbriata är en skalbaggsart som först beskrevs av Belon 1903.  Rosalba fimbriata ingår i släktet Rosalba och familjen långhorningar. Inga underarter finns listade i Catalogue of Life.